# 東大阪市立鴻池東小学校
東大阪市立鴻池東小学校（ひがしおおさかしりつ こうのいけひがししょうがっこう）は、大阪府東大阪市東鴻池町にある公立小学校。

## 沿革
1972年4月に開校。開校時の児童は1年生から4年生までの4学年のみで、2年生から4年生は東大阪市立成和小学校と東大阪市立北宮小学校から転入し、翌年の1973年9月より大東市立住道南小学校から転入した。
本校開校前の東鴻池町の一部の児童は、成和小学校または北宮小学校のどちらかを希望で選び通学しており、大東市朋来地区の東大阪市エリア内、東大阪市加納の一部の児童は住道南小学校へ通学していた。

## 通学区域
- 鴻池町1～2丁目、鴻池元町10～11番、新鴻池町13～21番、中鴻池町3丁目1～3番、4番1～14号、68～70号、5～10番、東鴻池町1～2丁目、東鴻池町4丁目3～4番、東鴻池町5丁目[1]

## 進路状況
ほとんどの児童は東大阪市立盾津中学校へ進学する。